# Stara Płanina

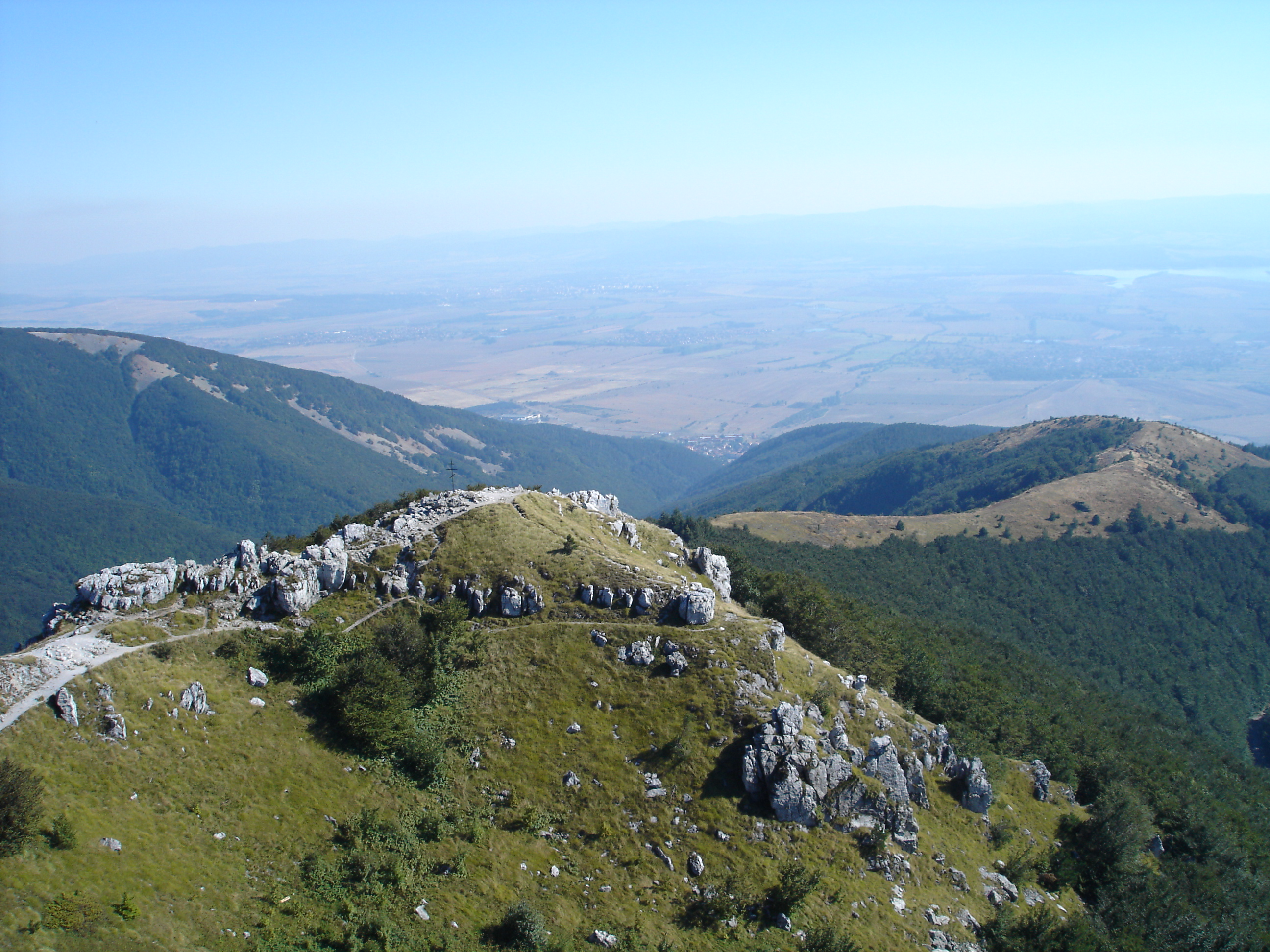
Widok z Szipki

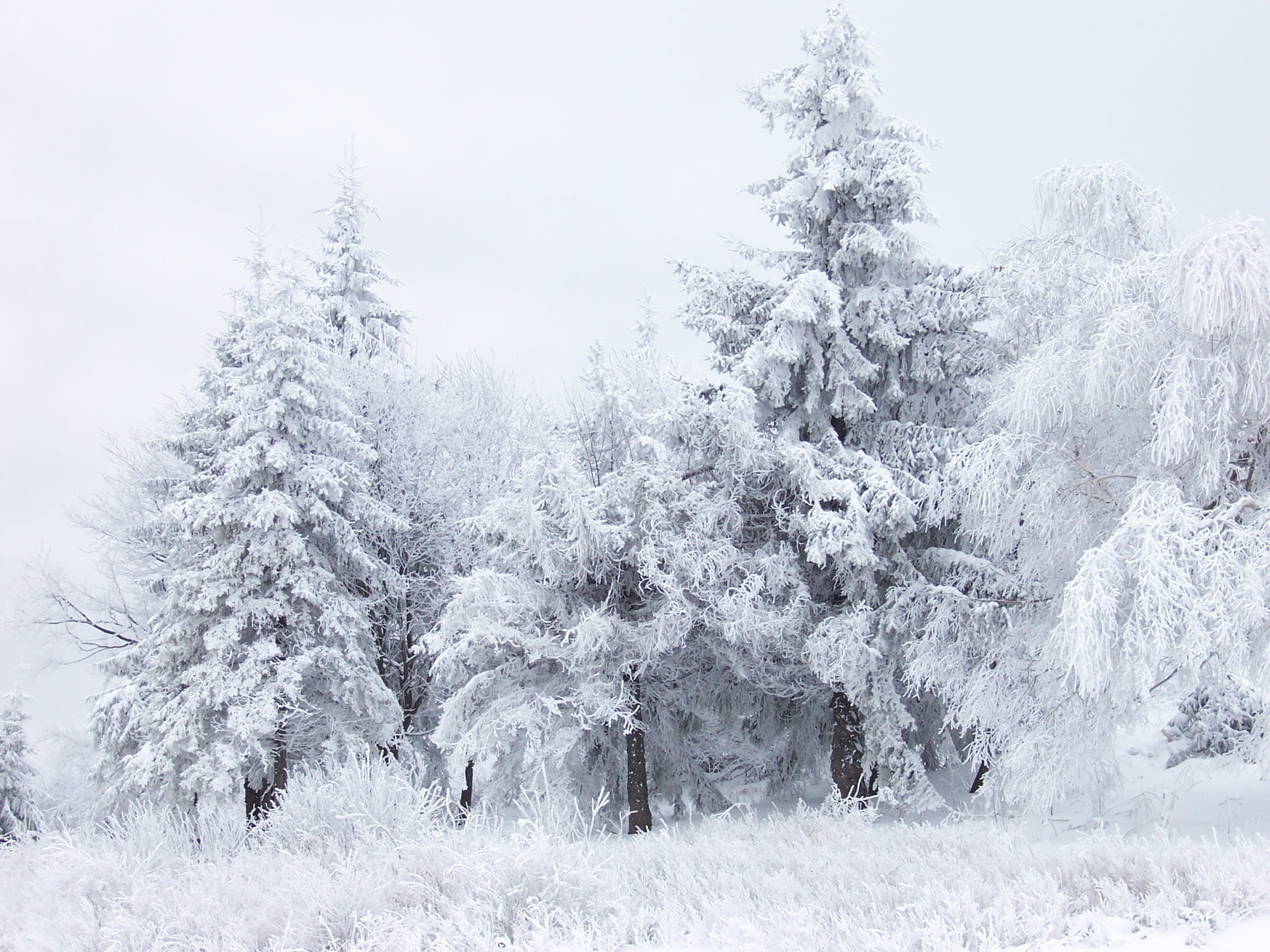
Szipka zimą

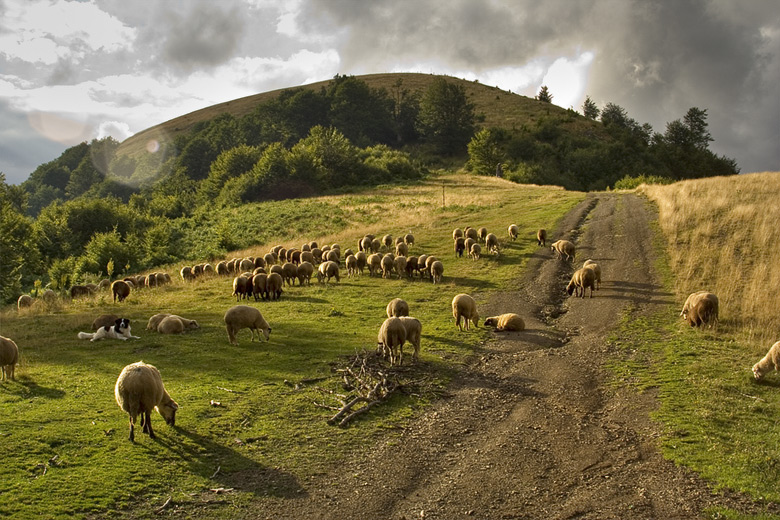
Pasące się owce w Starej Płaninie

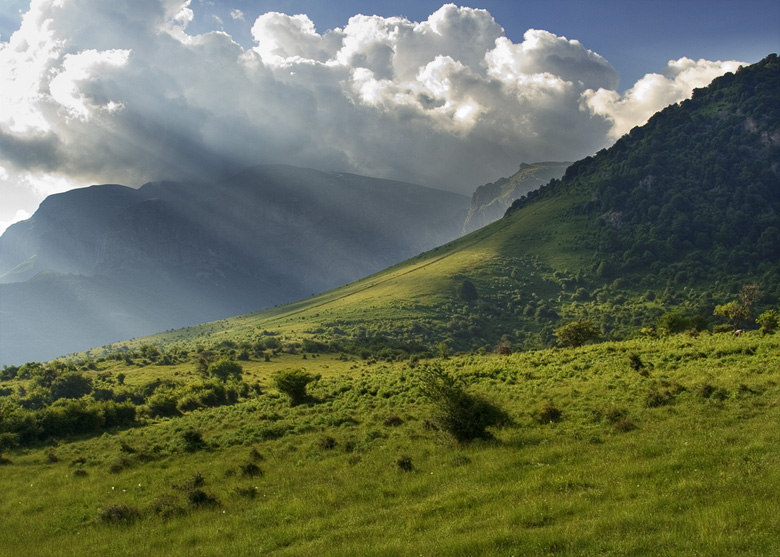
Zbocza środkowej Starej Płaniny

Stara Płanina (bułg. Стара планина) – łańcuch górski na Półwyspie Bałkańskim, znajdujący się głównie na terenie Bułgarii. Zasadnicza część Bałkanu w łańcuchu alpejsko-himalajskim. Na zachodzie graniczy z Górami Wschodnioserbskimi.
Starą Płaninę dzieli się na:
- część zachodnią – między Bramą Zajeczarską a przełęczą Złatiszki Prochod,
- część środkową – między Złatiszkim Prochodem a przełęczą Wratnik,
- część wschodnią – od przełęczy Wratnik do przylądka Emine na wybrzeżu Morza Czarnego.

W Starej Płaninie występują liczne przełęcze, np. Szipka 1324 m n.p.m. Ważna dla komunikacji jest także przełomowa dolina Iskyru. Na południe od pasma rozciąga się pas Kotlin Zabałkańskich, oddzielających go od niższego łańcucha Srednej Gory (Antybałkanu).
Na terenie Starej Płaniny rozwija się rolnictwo (sadownictwo i warzywnictwo), a także turystyka. Przemysł głównie wydobywczy – rudy metali.

## Niektóre szczyty
- Botew – 2376 m n.p.m.,
- Małkija Jumruk – 2340 m n.p.m.,
- Golam Kademlija – 2227 m n.p.m.,
- Mleczija czał – 2255 m n.p.m.,
- Małyk Kademlija – 2228 m n.p.m.,
- Sarykaja – 2227 m n.p.m.,
- Paradżika – 2211 m n.p.m.,
- Weżen – 2198 m n.p.m.,
- Mazałat – 2197 m n.p.m.,
- Pirgos – 2195 m n.p.m.,
- Bezimenen wrych – 2171 m n.p.m.,
- Golam Kupen – 2169 m n.p.m.,
- Midżur – 2168 m n.p.m.,
- Lewski/Ambarica – 2166 m n.p.m.,
- Juruszka gramada – 2137 m n.p.m.,
- Uszi – 2115 m n.p.m.,
- Kamenica – 2104 m n.p.m.,
- Małyk Kupen – 2100 m n.p.m.,
- Kafadikiłdi – 2072 m n.p.m.,
- Tetewenska baba – 2071 m n.p.m.,
- Bułubanja – 2041 m n.p.m.,
- Kostenurkata – 2035 m n.p.m.,
- Krystcite – 2035 m n.p.m.,
- Obow – 2033 m n.p.m.,
- Kartała – 2033 m n.p.m.,
- Paskał – 2029 m n.p.m.,
- Martinowa czuka – 2026 m n.p.m.,
- Rawnec – 2021 m n.p.m.,
- Kom – 2016 m n.p.m.,
- Kosica – 2001 m n.p.m.,
- Maragidik – 1889 m n.p.m.,
- Swiszti płaz – 1888 m n.p.m.,
- Etropolska Baba – 1787 m n.p.m.,
- Todorini Kukli – 1785 m n.p.m.,
- Babin zyb – 1758 m n.p.m.,
- Czełopeczka Baba – 1722 m n.p.m.,
- Kawładan – 1710 m n.p.m.,
- Murgasz – 1687 m n.p.m.,
- Czumerna – 1536 m n.p.m.,
- Bedek – 1488 m n.p.m.,
- Buzłudża – 1441 m n.p.m.,
- Szipka – 1329 m n.p.m.,
- Dragojca – 957 m n.p.m.,
- Golama Wyszkadałnica – 723 m n.p.m.